# Nová Ves (Dolní Moravice)
Nová Ves (německy Neudorf) je vesnice, část obce Dolní Moravice v okrese Bruntál. Nachází se asi 2,5 km na západ od Dolní Moravice. Nová Ves leží v katastrálním území Nová Ves u Rýmařova o rozloze 3,94 km2.

## Historie

### Těžba stříbra a olova
Nová Ves je původně hornická obec založená v roce 1604. Na jejím katastru, na východních a jihovýchodních svazích vrchu Soukenná (1022 m n. m.) asi 1,5 km od obce, v nadmořské výšce nad 800 metrů, se nachází rozsáhlý důlní komplex. Tento komplex na ploše 400 x 500 m byl rozfárán do hloubky cca 100 metrů a je největším historickým dolem na stříbronosný galenit v Českém Slezsku. 
Hlavní etapa těžby rudy spadá před rok 1500. Pravděpodobně se na této lokalitě dolovalo stříbro již ve 12. století, kdy byla v Olomouci mincovna. Další etapy těžby byly zaznamenány v období od konce 17. století do roku 1780, dále pak mezi léty 1844 a 1899. Pokusy obnovit těžbu po roce 1918 byly již méně úspěšné. Naposledy bylo ložisko těženo mezi léty 1954 a 1959, kdy byla zdejší ruda dopravována po železnici do úpravny v Příbrami. 

### Mineralogická lokalita
Ložisko bylo a je významnou mineralogickou lokalitou, známou hlavně sekundárními minerály jako je pyromorfit, anglesit a cerusit.

## Vývoj počtu obyvatel
Počet obyvatel Nové Vsi podle sčítání nebo jiných úředních záznamů:
| Rok            | 1869 | 1880 | 1890 | 1900 | 1910 | 1921 | 1930 | 1950 | 1961 | 1970 | 1980 | 1991 | 2001 |
| -------------- | ---- | ---- | ---- | ---- | ---- | ---- | ---- | ---- | ---- | ---- | ---- | ---- | ---- |
| Počet obyvatel | 707  | 730  | 665  | 556  | 539  | 495  | 481  | 203  | 150  | 91   | 19   | 13   | 14   |

1. ↑  z toho: 1 Čechoslovák, 480 Němců; všichni římští katolíci

V Nové Vsi je evidováno 109 adres : 48 čísel popisných (trvalé objekty) a 61 čísel evidenčních (dočasné či rekreační objekty). Při sčítání lidu roku 2001 zde bylo napočteno 43 domů, z toho 6 trvale obydlených.